# Kisharsány, Baranya
Kisharsány este un sat în districtul Siklós, județul Baranya, Ungaria, având o populație de 557 de locuitori (2011). 

## Demografie
Componența etnică a satului Kisharsány
     Maghiari (93,36%)
     Romi (3,42%)
     Germani (2,41%)
     Necunoscut (0,8%)
     Alții (0,8%)
Componența confesională a satului Kisharsány
     Romano-catolici (42,73%)
     Reformați (20,65%)
     Fără religie (9,87%)
     Necunoscută (25,67%)
     Alte religii (1,08%)
Conform recensământului din 2011, satul Kisharsány avea 557 de locuitori. Din punct de vedere etnic, majoritatea locuitorilor (93,36%) erau maghiari, existând și minorități de romi (3,42%) și germani (2,41%). Apartenența etnică nu este cunoscută în cazul a 0,8% din locuitori. Nu există o religie majoritară, locuitorii fiind romano-catolici (42,73%), reformați (20,65%) și persoane fără religie (9,87%). Pentru 25,67% din locuitori nu este cunoscută apartenența confesională.